# Paula Gondo-Bredou
Paula Gondo-Bredou (født 10. december 1981) er en tidligere ivoriansk håndboldspiller der spillede for Elfenbenskystens håndboldlandshold. Hun var opført som nummer to på listen over de bedste målscorere under VM 2009 i Kina, med 65 mål.

## Klubber
- Mérignac Handball
- US Mios-Biganos Handball Club
- Toulon St-Cyr Var Handball

## Meritter
- Bronze ved All Africa Games i 2007 i Algier sammen med Christine Adjouablé, Céline Dongo, Alimata Dosso, Paula Gondo, Rachelle Kuyo, N'Cho Elodie Mambo, Robeace Abogny, Mariam Traoré, Nathalie Kregbo, Julie Toualy, Candide Zanzan og Edwige Zady.